# Transporte aéreo de la Familia Real Británica y el gobierno

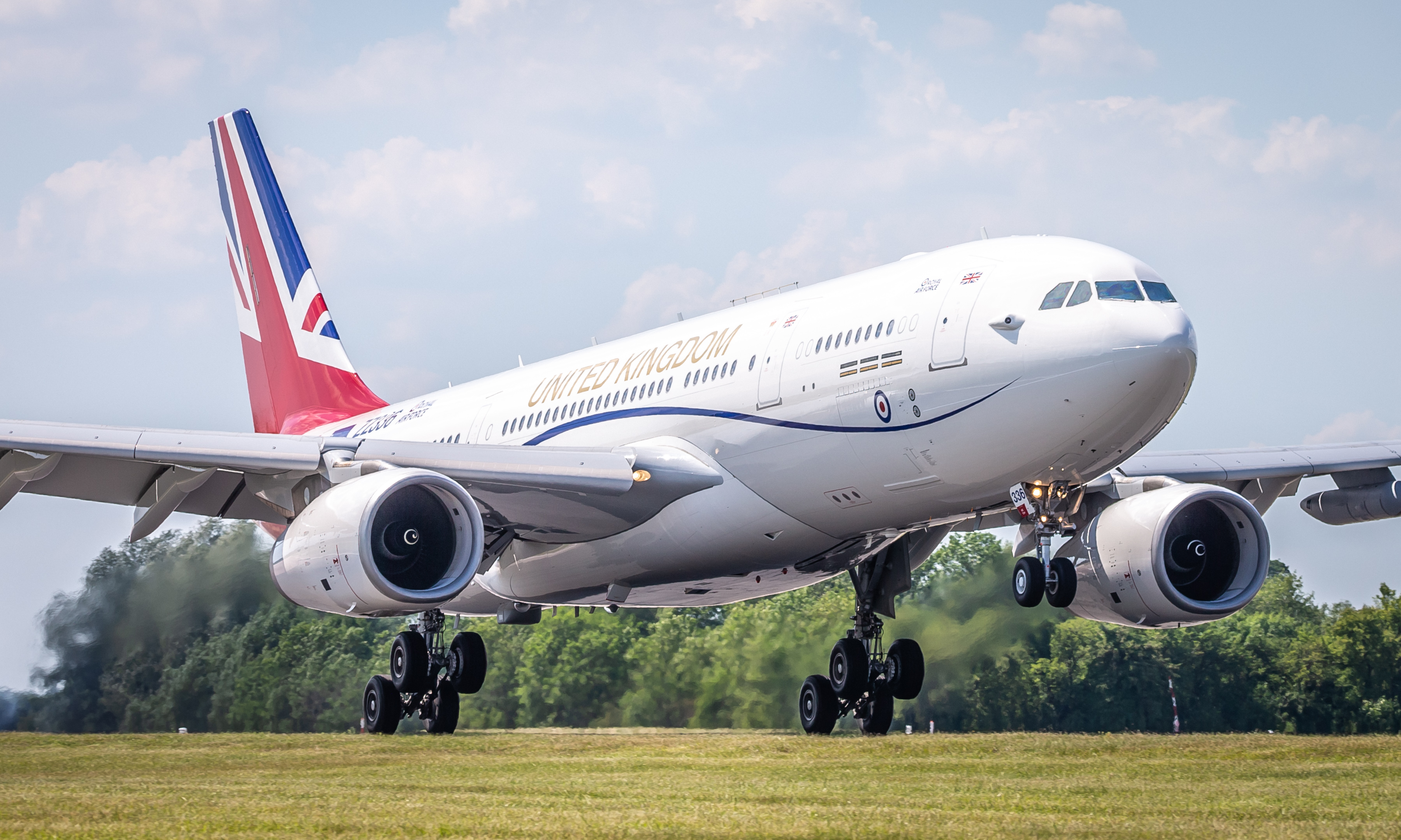
El Airbus A330 MRTT VIP (RAF Voyager KC3) de la Real Fuerza Aérea, ZZ336, aterrizando en el RAF Brize Norton.

El transporte aéreo de la Familia Real Británica y el gobierno es proporcionado, dependiendo en las circunstancias y disponibilidad, por una variedad de operadores militares y civiles. Esto incluye un Airbus Voyager de la Real Fuerza Aérea, 10.º Escuadrón, y el Vuelo en Helicóptero del Rey, el cual forma parte de la casa Real. Aeronaves civiles y vuelos comerciales programados también son utilizados. Históricamente, la aeronave para la Realeza británica se volvió conocida como Queen's Flight o King's Flight, (Vuelo de la Reina o el Vuelo del Rey).

## Historia

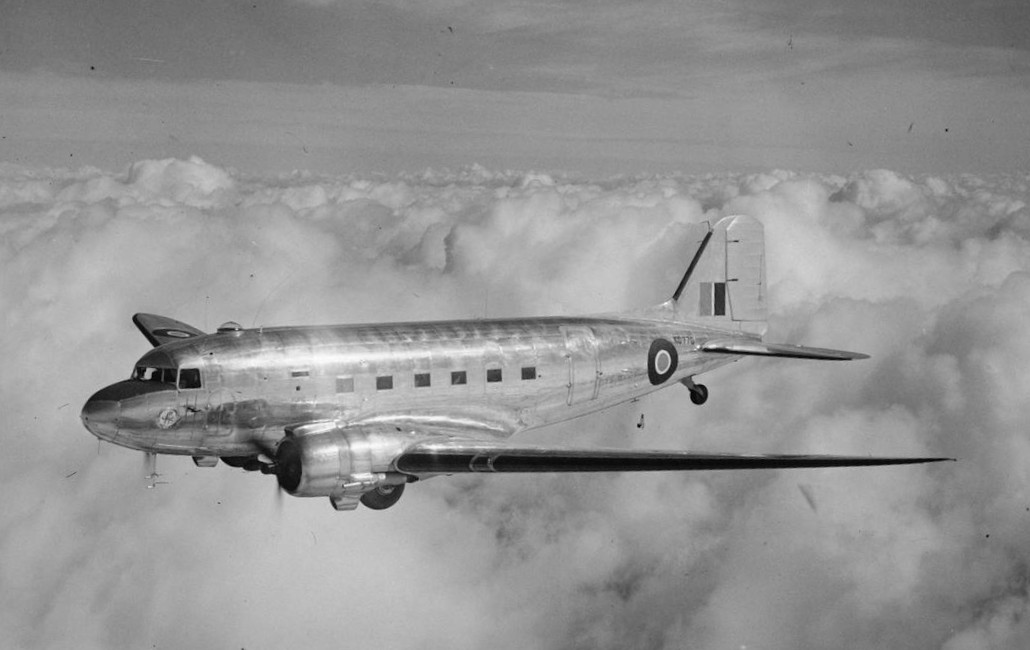
Douglas Dakota C.III de la Real Fuerza Aérea con el rey Jorge VI y su hija, la difunta reina Isabel, todavía una princesa en ese tiempo en 1945 en un viaje a las Islas del Canal.

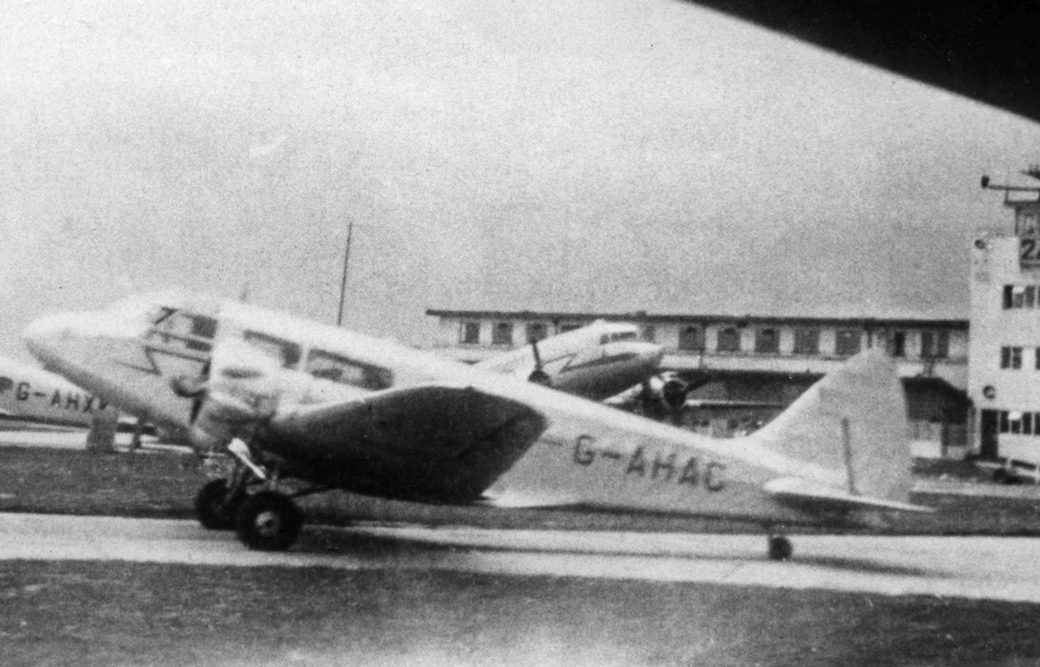
El último Airspeed Envoy sobreviviente, operado por Private Charter Ltd en el Aeropuerto de Mánchester (Ringway) en 1948.

### Familia Real
La primera aeronave ordenada específicamente para el transporte de la Familia Real, dos Westland Wapitis, fueron entregados al 24.º Escuadrón de la RAF en la RAF Northolt en abril de 1928. Aunque la Real Fuerza Aérea mantuvo al menos una de estas aeronaves por un tiempo, el príncipe de Gales en algún momento se volvió solamente responsable de la aeronave. Cuando el Príncipe ascendió al trono en 1936 como Eduardo VIII, el Vuelo del Rey fue formado como la primera unidad de aviones del jefe de Estado del mundo. Por el contrario, el primer vuelo de un presidente estadounidense ejercido se produjo en enero de 1943. Esta unidad inicialmente usó el propio De Havilland DH.89 Dragon Rapide del Rey. El vuelo estaba comandado por el piloto personal del príncipe, Edward 'Mouse' Fielden, quien continuó liderando el King's Flight  antes y después de la guerra.
En mayo de 1937, un AS.6J Envoy III reemplazó al Rapide. El Envoy del Vuelo del Rey tenía asientos para cuatro pasajeros y un piloto, operador inalámbrico, y mayordomo. Cuando Nevil Shute Norway de Airspeed Aviation preguntó la necesidad de un mayordomo en vuelos de alrededor de dos o tres horas, se le dijo por el Capitán del King's Flight, Comandante del Ala Fielden «de la fatiga que personajes reales deben soportar... de gente radiante que ha abierto un Ayuntamiento y estrechó mil manos... colapsando en un coma de fatiga directamente la puerta fue cerrada, cara gris y completamente exhausto».
El inicio de la Segunda Guerra Mundial en 1939 condujo al reemplazo del Envoy III por un Lockheed Hudson armado. Un De Havilland Flamingo fue añadido al Vuelo del Rey en septiembre de 1940.
En 1942, el King's Flight fue disuelto y sus responsabilidades transferidas al 161.er Escuadrón. El 161.er Escuadrón era un escuadrón militar operacional, involucrado en el lanzamiento de suministros y agentes en la Europa ocupada durante la guerra. El Vuelo del Rey fue reformado el 1 de mayo de 1946 en el RAF Benson con una sola aeronave, un De Havilland Dominie y, poco después, con cuatro Vickers Viking C.2.
Como el Queen's Flight en 1952, la unidad operó una variedad de aeronaves para el transporte y entrenamiento de pilotos de miembros de la Familia Real, incluyendo aeronaves Vickers Viking, Avro York, De Havilland Heron y Devon, Westland Whirlwind, Westland Wessex HCC.4, Douglas Dakota (para la Visita Real a Nepal en 1960), De Havilland Canada DHC-1 Chipmunk, Beagle B.206 y Hawker Siddeley Andover.

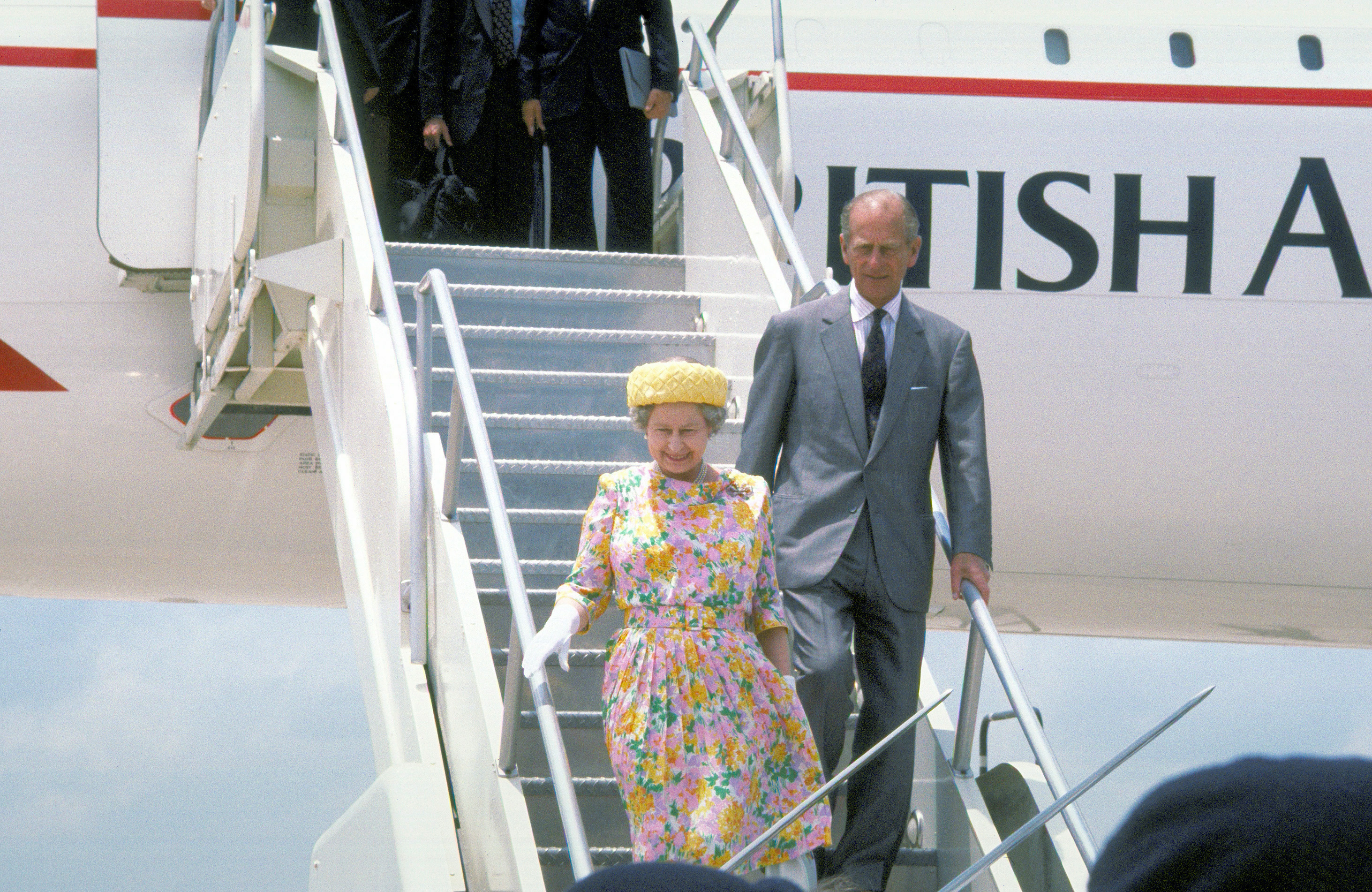
Isabel II y el príncipe Philip desembarcan de un Concorde de British Airways en la Base de la Fuerza Aérea Bergstrom cerca de Austin, Texas, en su visita de Estado a los Estados Unidos en 1991.

El 2 de noviembre de 1977, la reina Isabel II viajó por primera vez en un Concorde (aeronave G-BOAE). Después ella voló desde el Aeropuerto Internacional Grantley Adams, Barbados, al Aeropuerto de Londres-Heathrow, Reino Unido. Esa ocasión fue también la primera visita por un Concorde a Barbados.
En 1983, la Real Fuerza Aérea arrendó dos aviones BAe 146 para evaluar su idoneidad como reemplazos de los Andover del Queen's Flight. La prueba resultó exitosa, y tres BAe 146-100s configurados en VIP entraron en servicio en el Queen's Flight (como BAe 146 CC.2) desde 1986 como el primer avión a reacción del vuelo. En 2002, uno de estos BAe 146 se vendió como excedente. Estos aviones, también conocidos como los BAe 146 Statesman, tenían una cabina Suite Real especialmente diseñada. Aunque los BAe 146-100 civiles tiene de 70 a 94 asientos, los dos BAe 146 CC.2 están configurados para 19 o 26 pasajeros en confort.

### El Escuadrón Real

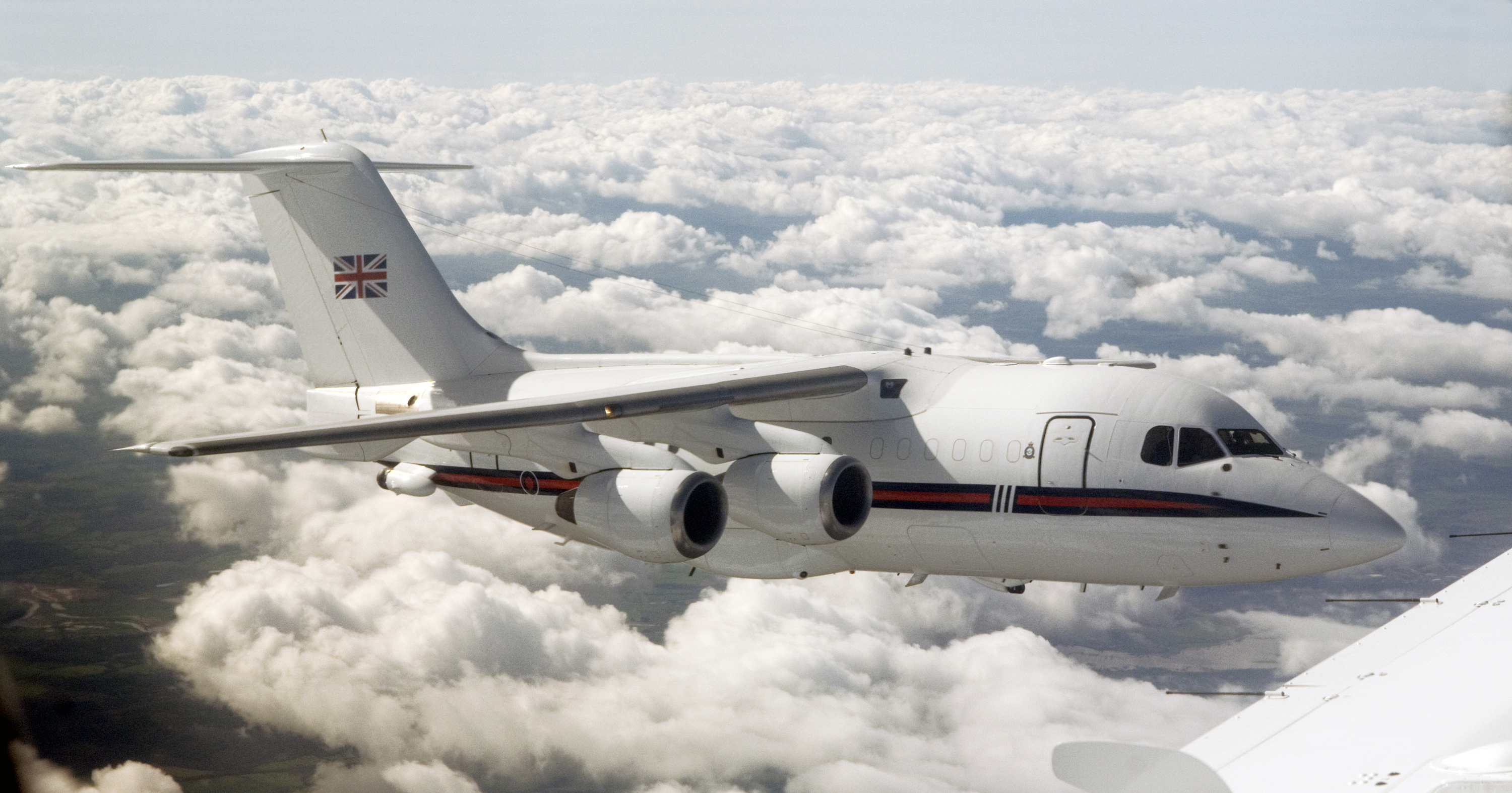
Avión CC2, entregado al Vuelo de la Reina en 1986 y luego parte del 32.º Escuadrón (Real).

El 1 de abril de 1995, el Queen's Flight fue fusionado en el 32°. Escuadrón de la RAF para convertirse en el 32°. Escuadrón (Real). Sus BAe 146 y dos helicópteros Westland Wessex HCC.4 se movieron de la RAF Benson a la base del 32°. Escuadrón a la RAF Northolt.